# Liptovský Ján
Liptovský Ján é um município da Eslováquia, situado no distrito de Liptovský Mikuláš, na região de Žilina. Tem 67,77 km² de área e sua população em 2018 foi estimada em 1.096 habitantes.

## Demografia
| Ano:        | 1994 | 2004   | 2014    | 2024   |
| ----------- | ---- | ------ | ------- | ------ |
| Broj ljudi: | 830  | 819    | 1055    | 1102   |
| Razlika:    |      | -1,32% | +28,81% | +4,45% |

| Ano:               | 2023 | 2024   |
| ------------------ | ---- | ------ |
| Número de pessoas: | 1087 | 1102   |
| Diferença:         |      | +1,37% |